# Paweł Kotla
Paweł Kotla (ur. 5 czerwca 1972 w Szczecinie) – polski dyrygent symfoniczny i operowy, menedżer kultury, doktor sztuki, ekspert w zakresie dyplomacji kulturalnej. 8 listopada 2024 r. odznaczony odznaką Ministra Kultury i Dziedzictwa Narodowego „Zasłużony dla Kultury Polskiej”. Syn Ryszarda.

## Życiorys
Jest absolwentem Akademii Muzycznej w Warszawie (dyrygentura symfoniczno-operowa – Ryszard Dudek i Bogusław Madey), Uniwersytetu Oksfordzkiego (muzykologia i praktyka wykonawcza – Edward Higginbottom, Andrew Parrott) i Instytutu Kultury Uniwersytetu Jagiellońskiego w Krakowie (zarządzanie kulturą). Tytuł doktora sztuk muzycznych otrzymał na Uniwersytecie Muzycznym Fryderyka Chopina w Warszawie.
Od 1997 do 2017 r. mieszkał w Londynie. W latach 1997–1998 był asystentem w Guildhall School of Music and Drama w Londynie i dyrektorem artystycznym Oxford University Philharmonia; 1998-2003 asystentem Sir Simona Rattle; 1999-2001 dyrektorem artystycznym Bromsgrove String Orchestra; 2001-04 dyrektorem artystycznym Stevenage Symphony Orchestra; 2000-05 dyrektorem artystycznym Harpenden Choral Society; 2005-06 dyrektorem artystycznym Płockiej Orkiestry Symfonicznej; 2004-2010 dyrektorem artystycznym Redhill Sinfonia; 2006-2009 dyrektorem artystycznym Leicester Symphony Orchestra; 2008-2013 dyrygentem London Symphony Orchestra.
Dyrygował większością filharmonii w Polsce, Filharmonią Narodową w Warszawie, Narodową Orkiestrą Symfoniczną Polskiego Radia w Katowicach, Sinfonią Varsovią, Orkiestrą Barokową „Arte dei Suonatori”, „Operą na Zamku” w Szczecinie i Warszawską Operą Kameralną; nagrywał z Polską Orkiestrą Radiową, Baltic Neopolis Orchestra i NOSPR. Występował także w Austrii, Azerbejdżanie, Belgii, Białorusi, Brazylii, Czechach, Francji, Grecji, Gruzji, Hiszpanii, Mołdawii, Monako, Niemczech, Rosji, Słowacji, Szwecji, Ukrainie, Wlk. Brytanii z takimi zespołami jak London Symphony Orchestra, London Mozart Players, City of Birmingham Symphony Orchestra, Drottningholm Baroque Ensemble, Filharmonią Petersburską im. D. Szostakowicza, Orquestra Sinfonica de São Paulo, Narodowa Orkiestra Aten, Orkiestra Filharmonii Monte-Carlo, Państwowa Orkiestra Symfoniczna Azerbejdżanu, Państwowa Filharmonia Białorusi, Państwowa Orkiestra Kameralna Białorusi, Narodowa Orkiestra Symfoniczna Ukrainy, Narodowa Filharmonia Mołdawii, Narodowa Orkiestra Kameralna Mołdawii, Orkiestra Filharmonii Gruzińskiej, Georgian Sinfonietta i Slovak Sinfonietta.
W marcu 2008 r. wraz z Młodzieżową Orkiestrą Unii Europejskiej wystąpił w siedzibie Parlamentu UE w Strasbourgu na historycznym koncercie z okazji 50. rocznicy Parlamentu Unii Europejskiej.
W latach 2010–2011 był twórcą i dyrektorem artystycznym największego projektu programu kulturalnego Polskiej Prezydencji w Unii Europejskiej I, Culture Orchestra. W latach 2016–2017 był kierownikiem muzycznym Opery i Filharmonii Podlaskiej w Białymstoku, a w latach 2020–2021 pełnił obowiązki dyrektora naczelnego i artystycznego Filharmonii Kaliskiej.
Dyrygował prawykonaniami utworów takich kompozytorów jak Dariusz Przybylski, Piotr Moss, Mikołaj Górecki, Zbigniew Bagiński, Wojciech Widłak, Michał Dobrzyński, Matthew King, Christian Mason. Był jurorem ogólnopolskich i międzynarodowych konkursów muzycznych.
Od 2019 roku jest dyrektorem Beskidzkiego Festiwalu Klasyki „Beskid Classics”. W 2023 r. został powołany do Rady Programowej Bielska-Białej – kandydata do tytułu Europejskiej Stolicy Kultury 2029, a w kwietniu 2025 r. do Rady Konsultacyjnej do spraw Odporności na Dezinformację Międzynarodową przy Ministrze Spraw Zagranicznych.

### Nagrody
- Odznaka Honorowa Polskiego Związku Chórów i Orkiestr – brązowa (2004)
- Odznaka Honorowa Gryfa Zachodniopomorskiego – złota (2016)
- Odznaka Ministra Kultury i Dziedzictwa Narodowego „Zasłużony dla Kultury Polskiej – (2024)